# Diane de La Marck

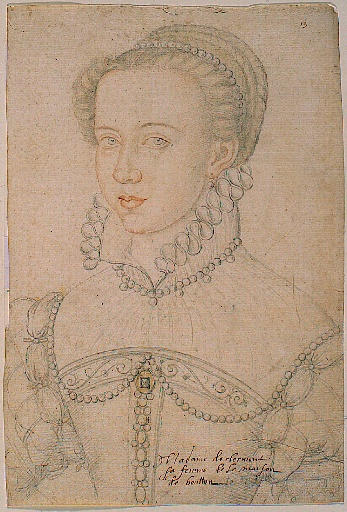
Diane de La Marck, anonym, ca. 1590, Musée de Fécamp

Diane de La Marck (* 16. Juni 1544 in Château-Thierry; † nach 2. Mai 1612) war eine französische Adlige aus dem rheinischen Haus Mark.

## Herkunft
Sie ist die Tochter von Robert IV. de La Marck, Herzog von Bouillon, Herr von Sedan und Château-Thierry, und Françoise de Brézé (einer Tochter der Diane de Poitiers). Nach ihrer Großmutter väterlicherseits, Guillemette de Sarrebruck, wurde sie Dame de Sarbruck genannt. Wenige Monate nach ihrer Geburt wurde ihr Geburtsort von Kaiser Karl V. erobert.

## Herzogin von Nevers
Am 6. Januar 1558 heiratete sie Jacques de Clèves, den späteren Herzog von Nevers und Pair de France, Seigneur d’Orval, einen jüngeren Sohn von François I. de Clèves, duc de Nevers und Marguerite de Bourbon-Vendôme, der aus der gleichen Familie stammte wie sie. Ihr Vater war zwei Jahre zuvor gestorben, ihre berühmten Großmütter Diane und Guillemette lebten noch. 1562 wurde Diane Herzogin von Nevers, zwei Jahre später aber schon Witwe, weswegen sich die Abwicklung der Mitgift durch ihre Familie schwierig gestaltete. Die Ehe blieb kinderlos.

## Gräfin von Tonnerre
Am 17. Mai 1570 heiratete sie in zweiter Ehe ihren Cousin Henri Antoine de Clermont (1540–1573), Comte de Tonnerre, Vicomte de Tallard, der 1571 Duc de Clermont und ebenfalls Pair de France wurde, Gouverneur du Bourbonnais et d’Auvergne, Colonel d’infanterie du Piémont, Sohn von Antoine III. de Clermont, Comte de Clermont, und Françoise de Poitiers, der jüngeren Schwester von Dianes Großmutter. Auch diese Ehe hielt nicht lange, da er bereits am 1. April 1573 bei der Belagerung von La Rochelle fiel. Der gemeinsame Sohn des Ehepaares war Charles-Henri de Clermont-Tonnerre (1571–1640), Comte de Clermont et de Tonnerre und Pair de France (siehe Stammliste des Hauses Clermont-Tonnerre).

## Gräfin von Sagonne
1579 heiratete sie in dritter Ehe Jean Babou de La Bourdaisière, Comte de Sagonne (* 1541), den Sohn von Jean Babou, Baron de Sagonne und Maître-Général de l’Artillerie de France, und Françoise Robertet, und Onkel von Gabrielle d’Estrées. Jean Babou de La Bourdaisière starb im September 1589 in der Schlacht von Arques. Ihre gemeinsamen Kinder sind:
- Jeanne Babou de La Bourdaisiére, * um 1580, † 1610
- Alphonsine Babou de La Bourdaisiére, * um 1582, † 1617
- Philibert Babou de La Bourdaisiére
- Fabrice Babou de La Bourdaisiére

1583 war sie Ehrendame Katharina von Medicis. 1601 macht sie beim Parlement de Normandie ihre Rechte gegenüber dem neuen Herzog von Bouillon, Henri de la Tour d’Auvergne, geltend. Am 6. Mai 1612 wird sie das letzte Mal erwähnt.

### Weblink
- Etienne Pattou, Maison de La Marck (online, abgerufen am 11. Juli 2019)